# Glochidion balansae
Glochidion balansae är en emblikaväxtart som beskrevs av Lucien Beille. Glochidion balansae ingår i släktet Glochidion och familjen emblikaväxter.
Artens utbredningsområde är Vietnam. Inga underarter finns listade i Catalogue of Life.